# Lee Hak-joo
Lee Hak-joo (hangul: 이학주), es un actor y modelo surcoreano.

## Biografía
Estudió teatro y cine en la Universidad de Hanyang.

## Carrera
Desde 2015 es miembro de la agencia S.M. Culture & Contents.
En el 2015 apareció en el elenco de la serie My Love Eun Dong (también conocida como "This is My Love"), donde interpretó a Choi Jae-ho de joven. Papel interpretado por el actor Kim Tae-hoon de adulto.En julio del mismo año se unió al elenco recurrente de la serie Oh My Ghostess, donde dio vida a Shin Kyung-mo, el inmaduro y descuidado hermano menor de Shin Soon-ae (Kim Seul-gi), quien tiene una personalidad única, la cual mejora después de conocer a Na Bong-seon (Park Bo-young).
En junio del 2016 se unió al elenco recurrente de la serie Squad 38 (también conocida como "Task Force 38"), donde interpretó a Ahn Chang-ho, un joven empleado de la Oficina de Recaudación de Impuestos "Seowon Town Hall". El 22 de julio del mismo año se unió al elenco principal de la serie Tong: Memories donde dio vida a Lee Jung-woo, un joven hombre con mal genio que aprende a defenderse cuando otros lo intimidan y termina convirtiéndose en una leyenda local y luchador callejero de Busan.
El 31 de marzo del 2017 se unió al elenco de la película Jane donde interpretó a Jung Ho, el novio de So-hyun (Lee Min-ji), quien la abandona. El 19 de octubre del mismo año se unió al elenco principal de la película Autumn Sonata (también conocida como "Autumn Post Office") donde dio vida a Joon, un joven que entra a la vida de Soo Ryun (BoA), quien sufre una enfermedad terminal y de quien se enamora.
El 26 de octubre del 2018 se unió al elenco principal del drama especial Dreamers donde interpretó a Ji Wook.En diciembre del mismo año se unió al elenco recurrente de la serie Memories of the Alhambra, donde dio vida a Kim Sang-beom, el amigo de Jung Hee-joo (Park Shin-hye).
El 30 de enero del 2019 se unió al elenco de la película Hit-and-Run Squad donde interpretó a Ga Reu-ma.En julio del mismo año se unió al elenco recurrente de la serie Justice, donde dio vida al detective Ma Dong-hyuk, un oficial de homicidios en la estación de policía de Gangnam, hasta el final de la serie en septiembre del mismo año.En agosto del mismo año apareció en el primer y cuarto episodio de la serie Be Melodramatic (también conocida como "Melo Is My Nature"), donde interpretó a Noh Seung-hyo, el exesposo de Hwang Han-joo (Han Ji-eun) y padre de Hwang In-kook (Seol Woo-Hyung), quien abandona a Han-joo porque no estaba satisfecho con su vida.
En abril del 2020 se unió al elenco recurrente de la serie The World of the Married, donde dio vida a Park In-gyu, el abusivo novio de Min Hyun-seo (Shim Eun-woo).El 25 de mayo del mismo año se unió al elenco principal de la serie Sweet Munchies (también conocida como "Late Night Snack Man and Woman") donde interpretó al elegante y carismático Kang Tae-wan, un popular diseñador que hace un trabajo fenomenal para cautivar los corazones de los clientes, hasta el final de la serie el 30 de junio del mismo año.En octubre del mismo año se unió al elenco recurrente de la serie Private Life donde dio vida al apasionado detective Kim Myung-hyun, quien lucha por descubrir la verdad oculta detrás de una investigación, hasta el final de la serie el 26 de noviembre del mismo año.
El 15 de octubre de 2021 apareció como parte del elenco principal de la serie My Name (también conocida como "Nemesis") donde dio vida a Jung Tae-joo, el leal subordinado de Choi Moo-jin (Park Hee-soon) en la red de drogas.

## Filmografía

### Series de televisión
| Año     | Título                            | Personaje                        | Notas                     | Ref.          |
| ------- | --------------------------------- | -------------------------------- | ------------------------- | ------------- |
| 2015    | My Love Eun Dong                  | Choi Jae-ho (20 años)            |                           |               |
| 2015    | Oh My Ghostess                    | Shin Kyung-mo                    |                           |               |
| 2015    | Fake Family                       | Lee Min-soo                      | Drama Special, 1 episodio |               |
| 2016    | Squad 38                          | Ahn Chang-ho                     |                           |               |
| 2016    | Tong: Memories                    | Lee Jung-woo                     | 12 episodios              |               |
| 2016    | Disqualified Laughter             | Do Shik                          | Drama Special, 1 episodio | [ 21 ]        |
| 2018    | Mr. Sunshine                      | Padre de Kim Hee-sung (de joven) |                           |               |
| 2018    | Dreamers                          | Ji Wook                          | Drama Special, 1 episodio |               |
| 2018    | Recuerdos de la Alhambra          | Kim Sang-beom                    |                           |               |
| 2019    | Justice                           | Det. Ma Dong-hyuk                |                           | [ 22 ]        |
| 2019    | Be Melodramatic                   | Noh Seung-hyo                    | 2 episodios               |               |
| 2020    | The World of the Married          | Park In-gyu                      |                           |               |
| 2020    | Sweet Munchies                    | Kang Tae-wan                     | 12 episodios              |               |
| 2020    | Private Life                      | Det. Kim Myung-hyun              |                           |               |
| 2021    | My Name                           | Jung Tae-joo                     |                           |               |
| 2021    | Going to the Blue House Like This | Kim Soo-jin                      | 12 episodios              |               |
| 2021-22 | Artificial City                   | Han Dong-min                     |                           | [ 23 ] [ 24 ] |
| 2023    | My Dearest                        | Nam Yeon-joon                    | 20 episodios              | [ 25 ]        |
| 2024    | LTNS                              | Jeong-su                         | Serie web                 | [ 26 ] [ 27 ] |
| 2025    | Newtopia                          | Sung Tae-sik/Alex                | Serie web                 | [ 28 ]        |
| 2025    | Amor en el laboratorio            | Park Ki-se                       |                           | [ 29 ]        |
| 2025    | El sinuoso camino del derecho     | Lee Jin-woo                      |                           | [ 30 ] [ 31 ] |

### Películas
| Año  | Título                    | Personaje     | Notas                                                                                             |
| ---- | ------------------------- | ------------- | ------------------------------------------------------------------------------------------------- |
| 2012 | Sweet Sorrow              | -             | junto a Shin Ki-joon                                                                              |
| 2013 | I Know You                | -             |                                                                                                   |
| 2014 | The Girl                  | -             | junto a Choi Hee-jin y Park Joo-hee                                                               |
| 2014 | 12th Assistant Deacon     | -             | junto a Park Ji-il                                                                                |
| 2015 | A Crevice of Violence     | Chung Hee     | junto a Jung Do-won, Seo Jong-bong, Kwon Ki-ha y Seo Jong-bong                                    |
| 2015 | The Shameless             | Sung Chul     | junto a Jeon Do-yeon, Kim Nam-gil, Park Sung-woong, Kwak Do-won y Kim Min-jae                     |
| 2016 | Insane                    | Han Dong-shik | junto a Kang Ye-won, Lee Sang-yoon, Choi Jin-ho, Yoo Gun y Jo Jae-yoon                            |
| 2017 | Frame in Love             | Min Woo       | junto a Han Seung-yeon, Lee Hyun-ri y Chun Min-hee                                                |
| 2017 | Snowy Road                | Niño militar  | junto a Kim Hyang-gi, Kim Sae-ron, Kim Young-ok, Cho Soo-hyang, Jang Young-nam y Seo Young-joo    |
| 2017 | Jane                      | Jung Ho       | junto a Lee Min-ji, Koo Kyo-hwan, Lee Joo-young, Park Kyung-hye y Yoon Boo-jin                    |
| 2017 | Autumn Sonata             | Joon          | junto a BoA, Song Ok-sook, Oh Kwang-rok, Im Hyun-shik y Jo Hee-bong                               |
| 2018 | Golden Slumber            | Detective     | junto a Gang Dong-won, Han Hyo-joo, Kim Eui-sung, Kim Sung-kyun, Kim Dae-myung y Yoon Kye-sang    |
| 2018 | Marionette                | Kim Dong-jin  | junto a Lee Yoo-young, Kim Hee-won, Oh Ja-nee, Kim Da-mi, Lee Je-yeon, Kang Ji-sub y Lee Hong-nae |
| 2018 | The Negotiation           | Park Min-woo  | junto a Hyun Bin, Son Ye-jin, Kim Sang-ho, Jang Young-nam, Cha Rae-hyung y Jang Gwang             |
| 2019 | Hit-and-Run Squad         | Ga Reu-ma     | junto a Ryu Jun-yeol, Jo Jung-suk, Gong Hyo-jin, Key, Yum Jung-ah y Jeon Hye-jin                  |
| 2019 | Watching                  | Joon Ho       | junto a Kang Ye-won, Joo Suk-tae, Im Jihyun, Kim No-jin y Myeong Gye-nam                          |
| 2020 | Welcome to the Guesthouse | Joon-geun     | junto a Kim Joo-hun, Shin Jae-hoon, Kim Bum-jin y Son Jong-hak                                    |
| 2021 | Sinkhole                  | -             | junto a Cha Seung-won, Kim Sung-kyun, Lee Kwang-soo, Kwon So-hyun, Nam Da-reum y Kim Hong-pa      |

### Programas de variedades
| Año  | Título                         | Notas                | Ref.   |
| ---- | ------------------------------ | -------------------- | ------ |
| 2020 | Knowing Bros (Ask Us Anything) | (ep. 232) - invitado | [ 33 ] |
| 2021 | Problem Child in House         | invitado             | [ 34 ] |

### Revistas / sesiones fotográficas
| Año  | Título            | Notas   |
| ---- | ----------------- | ------- |
| 2016 | 마리끌레르 코리아 |         |
| 2016 | 엘르 코리아       |         |
| 2016 | 그라치아 코리아   |         |
| 2017 | 매거진 유유       | (no. 6) |
| 2018 | 1st Look Magazine | [ 35 ]  |

## Premios y nominaciones
| Año  | Premio                      | Categoría             | Trabajo                           | Resultado |
| ---- | --------------------------- | --------------------- | --------------------------------- | --------- |
| 2014 | 12회 아시아나국제단편영화제 | -                     | -                                 | Ganó      |
| 2020 | 41st Blue Dragon Film Award | Best New Actor        | Welcome to the Guesthouse         | Nominado  |
| 2020 | 7th APAN Star Award         | Best New Actor        | The World of the Married          | Nominado  |
| 2022 | 58th Baeksang Arts Award    | Best Supporting Actor | Going to the Blue House Like This | Pendiente |